# Delgermörön
Le Delgermörön (en mongol : Дэлгэрмөрөн large rivière) encore appelé Mörön gol est un cours d'eau de Mongolie du nord qui coule dans l'aïmag de Hövsgöl. Il est avec l'Ider l'un des deux constituants de la Selenga dont il constitue la rivière-source gauche. Il est donc un sous-affluent de l'Ienisseï, par l'Angara.

## Géographie
Le Delgermörön est long de 445 km et a un bassin d'une superficie de 16 300 km2.
Son débit moyen à la confluence est de 35,0 m3/s. La rivière présente une saison de hautes eaux au printemps et en été, de mai à septembre. La période d'étiage se déroule en hiver. Elle est gelée d'octobre/novembre à avril/début mai.
La rivière prend naissance dans le massif montagneux de l'Oulaan Taïga, non loin - cinquante km à l'est -  de la frontière russe et au sud de la cuvette où naît le Petit Ienisseï. Elle se dirige d'abord vers l'ouest puis vers le sud, délimitant la frontière avec la république autonome du Touva (Russie) sur une cinquantaine de kilomètres. Elle adopte par après la direction du sud-est, direction qu'elle maintient jusqu'à sa confluence avec la rivière Ider à Tömörbulag.
Pour traverser la rivière, il existe un ferry à Bayanzürkh, et un pont en dur, juste au sud de la ville de Mörön.

## Villes traversées
- Mörön, chef-lieu de l'aïmag de Hövsgöl

## Hydrométrie - Les débits mensuels à Mörön
Le débit du Delgermörön a été observé pendant 18 ans (durant la période 1947-1984) à la station hydrométrique de Mörön, chef-lieu de l'aïmag de Hövsgöl, située à 60 kilomètres de son confluent avec l'Ider.
Le module relevé à Mörön durant cette période était de 35,0 m3/s pour une surface observée de 16 300 km2, soit la quasi-totalité du bassin versant de la rivière.
La lame d'eau écoulée dans le bassin atteint ainsi le chiffre de 68 millimètres par an, ce qui peut paraître médiocre, mais doit être considéré comme assez élevé dans cette région aux précipitations généralement peu abondantes.
Cours d'eau alimenté par la fonte des neiges, ainsi que par les pluies de la saison estivale, le Delgermörön a un régime nivo-pluvial.
Les hautes eaux se déroulent au printemps et en été, de mai à septembre, avec un sommet en mai-juin, lequel correspond au dégel et à la fonte des neiges, surtout celles des montagnes de l'Oulaan Taïga au nord du bassin. Le débit reste très soutenu tout au long de l'été et de l'automne, suivant en cela le rythme saisonnier des précipitations dans la région.
Au mois d'octobre puis de novembre, le débit de la rivière chute lourdement, ce qui constitue le début de la période des basses eaux. Celle-ci a lieu de novembre à avril inclus.
Le débit moyen mensuel observé en février (minimum d'étiage) est de 2,22 m3/s, soit 2,5 % du débit moyen du mois de mai (79,1 m3/s), ce qui souligne l'amplitude importante des variations saisonnières.
Ces écarts de débit mensuel peuvent être plus marqués encore d'après les années : sur la durée d'observation de 18 ans, le débit mensuel minimal a été de 1,00 m3/s en février 1983, tandis que le débit mensuel maximal s'élevait à 258 m3/s en juillet 1984.
En ce qui concerne la période estivale, libre de glaces (de mai à septembre inclus), le débit minimal observé a été de 13,5 m3/s en août 1978, ce qui restait toujours assez appréciable.